# 山本祐歌
山本 祐歌（やまもと ゆうか）は、日本のフリーアナウンサー。

## 略歴・人物
愛知県岡崎市出身。愛知県立岡崎高等学校、名古屋音楽大学声楽学科卒業。中学・高校と合唱で全国大会、高校では国際大会にも出場し、大学ではソプラノとして卒業演奏会に出演。
大学卒業後、フリーアナウンサーとして起業。
現在は、フリーアナウンサーとして、テレビCMナレーション、ラジオ出演などを務める。

## 現在の担当番組

### ラジオ
- 板東英二の How are you 元気 ごきげんよう（@FM）（毎週水曜20:00- 20:30、番組内のアシスタントを担当）

## 過去の担当番組
- 勝手に応援！KATOプロデュース！（@FM）